# Processo esotermico

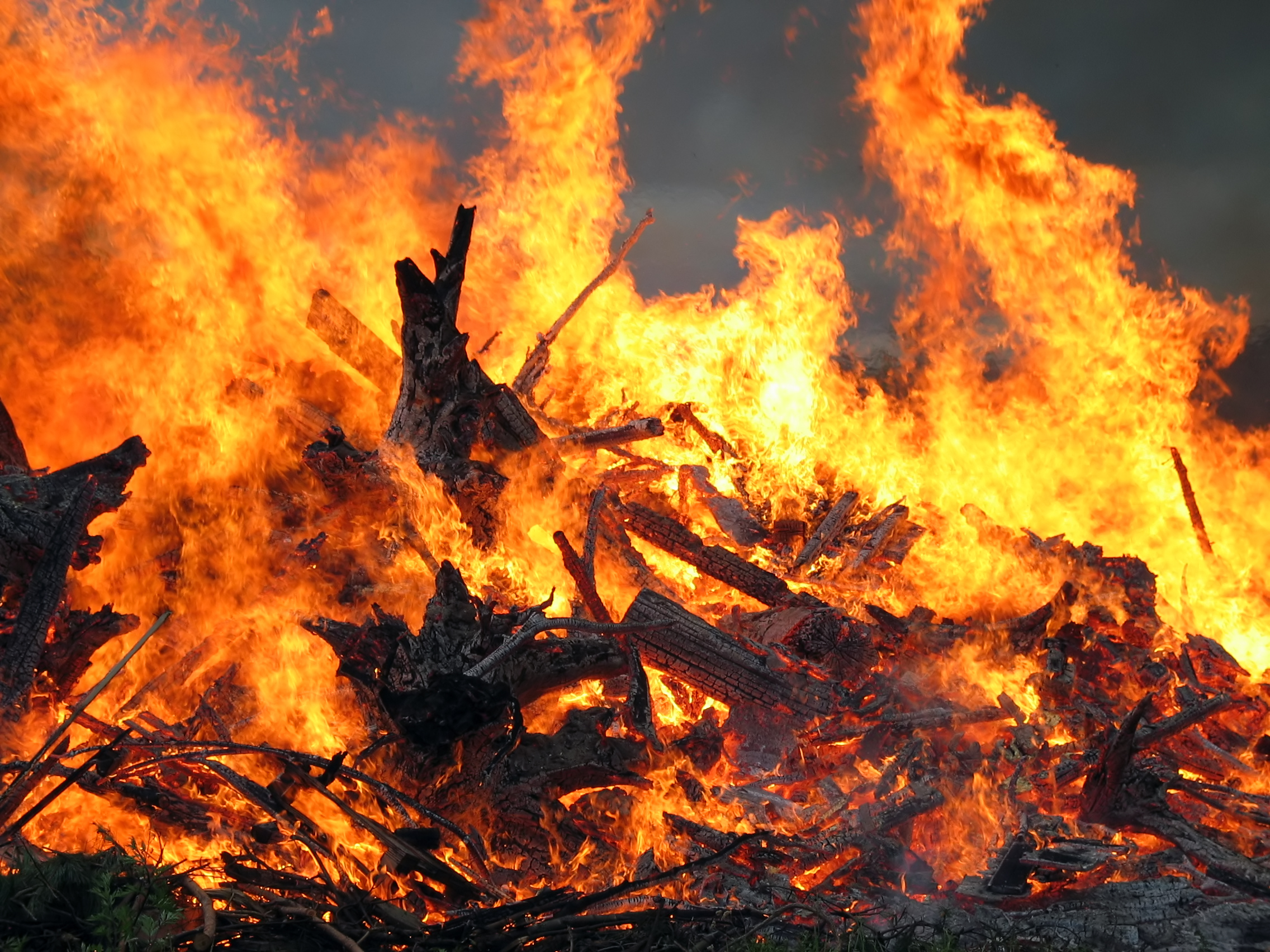
Un esempio di processo esotermico: combustione della legna.

In termodinamica viene definito processo esotermico una trasformazione che comporta un trasferimento di calore dal sistema all'ambiente. Nel caso in cui il processo sia anche isobaro, ciò corrisponde inoltre ad una diminuzione di entalpia del sistema.
Un processo esotermico è un particolare processo esoergonico, cioè durante il suo svolgimento viene liberata energia (in questo caso sotto forma di calore). Se il calore scambiato è sotto forma di calore sensibile, al processo esotermico corrisponderà un aumento di temperatura dell'ambiente, mentre se il calore scambiato è sotto forma di calore latente si avrà un passaggio di stato (ad esempio liquefazione o ebollizione).
Adottando il criterio egoistico, che prende come riferimento il sistema, la variazione di entalpia (ΔH) associata ad un processo esotermico assume valore negativo. Prendendo invece come riferimento l'intero universo (costituito dal sistema e dall'ambiente) il ΔH, rappresentando energia ceduta, assume valore positivo.
In una reazione esotermica all'equilibrio chimico, aumentando la temperatura si sposta tale equilibrio verso i reagenti, per cui la reazione inversa è favorita rispetto alla reazione diretta per temperature elevate. Il segno della variazione di entalpia (che è un aspetto termodinamico) indica semplicemente la predisposizione della reazione chimica ad evolversi in senso diretto o inverso, mentre per conoscere la velocità di reazione è necessario considerare gli aspetti cinetici.

## Aspetti cinetici di una reazione esotermica

Rappresentazione di una reazione esotermica in un diagramma entalpia-coordinata di reazione.

A fianco viene rappresentato il diagramma entalpia-coordinata di reazione (la coordinata di reazione può essere rappresentata dal tempo o dalla conversione) di una tipica reazione esotermica. L'entalpia associata allo stato finale (prodotti) è minore dell'entalpia associata allo stato iniziale (reagenti); tuttavia durante lo svolgimento della reazione è necessario attraversare uno stato di transizione, a cui compete un valore di entalpia maggiore dell'entalpia associata ai reagenti. Nella pratica, questo vuol dire che sebbene una reazione esotermica liberi calore, perché essa avvenga è necessario un innesco.
Ad esempio la combustione del legno è un processo esotermico (in quanto sviluppa calore), ma perché tale processo avvenga è necessario "accendere il fuoco", ad esempio con un fiammifero (che costituisce l'innesco nel caso specifico).
Un altro esempio è dato dal metano utilizzato a scopo domestico: nel caso in cui si abbiano fughe di metano incontrollate all'interno di un'abitazione, tale gas si accumula all'interno dei locali senza bruciare nel caso in cui non si abbia immediatamente l'innesco (dato dalla scintilla di un fiammifero o di un accendino), per cui si possono accumulare grandi quantità di gas all'interno dei locali, e se l'innesco (che può essere dato anche dalla chiusura di un circuito elettrico, cioè "accendendo la luce") avviene quando la quantità di questo gas si trova in opportuni rapporti stechiometrici, si possono avere pericolose esplosioni all'interno dell'abitazione.

## Esempi
Alcuni esempi di processi esotermici sono:
- la combustione;
- la condensazione del vapore acqueo in pioggia;
- il congelamento dell'acqua in ghiaccio;
- la miscelazione di acqua con acidi forti;
- la fissione nucleare;
- la neutralizzazione.